# Концерт для фортепиано с оркестром № 3 (Барток)
Концерт для фортепиано с оркестром № 3 ми мажор, Sz. 119, BB 127 — произведение, написанное Белой Бартоком в 1945 году в последние месяцы его жизни. Композитор посвятил работу своей жене Дитте Пастори-Барток (1903–1982). Произведение состоит из трёх частей, и его примерная продолжительность составляет около 25 минут.

## История
Этот концерт был одним из сочинений, написанных Бартоком после того, как он покинул Венгрию во время начала Второй мировой войны. Чувство дискомфорта в американской атмосфере, возможно, помешало Бартоку много сочинять в первые годы своего пребывания в США. Финансовые трудности композитора в некоторой степени уменьшила премьера его Концерта для оркестра. Изменения в эмоциональном состоянии Бартока часто называют основной причиной лёгкого, почти неоклассического склада Третьего концерта, сильно отличающегося от более ранних сочинений композитора.
Барток умер 26 сентября 1945 года, не закончив произведение (также остался незавершённым его концерт для альта с оркестром). Последние 17 тактов работы в конечном итоге были оркестрованы скрипачом Тибором Шерли. Концерт был впервые опубликован издательством Boosey & Hawkes.
Премьера композиции состоялась в Филадельфии 8 февраля 1946 года под управлением Юджина Орманди; партию фортепиано исполнил Дьёрдь Шандор. Позднее пьеса была переложена Матьяшем Шейбером для двух фортепиано.

## Музыка
Концерт имеет три части:
1. Allegretto
2. Adagio religioso
3. Allegro vivace

Произведение написано для фортепиано и оркестра, состоящего из 2 флейт (+ пикколо), 2 гобоев (+ английский рожок), 2 кларнетов in A, in Bb (+ бас-кларнет), 2 фаготов, 4 валторн in F, 2 труб in C, 3 тромбонов, тубы, ударных и струнных.